# بوستون، مقاطعة مستجوه
بوستون (الطاجيكية: Бӯстон؛ الروسية: Бустон؛ الفارسية: بوستان) هي مستوطنة حضرية وجماعة (بلدية) في شمال طاجيكستان. هي العاصمة الإدارية لمقاطعة مستجوح في منطقة صغد ويبلغ عدد سكانها 15500 نسمة (1 يناير 2020 تقديرًا). تحيط ببستون الأراضي الزراعية والسلاسل الجبلية والوديان شديدة الانحدار والوديان.